# 相剋/慟哭
「相剋/慟哭」（そうこく/どうこく）は、日本のバンド陰陽座の13枚目のシングルである。2009年1月21日発売。発売元はキングレコード。

## 概要
- ニンテンドーDS用ゲーム『犬神家の一族』オープニング＆エンディングテーマ。これはゲームプロデューサーの武村大が陰陽座へオファーし実現したもの。

## 収録曲
1. 相剋[3:54]
作詞・作曲：瞬火、編曲：陰陽座
2. 慟哭[4:02]
作詞・作曲：瞬火、編曲：陰陽座
3. 相剋 (インストゥルメンタル)[3:55]
4. 慟哭 (インストゥルメンタル)[4:01]

## 収録アルバム
相剋
- オリジナル『金剛九尾』（2009年9月9日）

慟哭
- オリジナル『金剛九尾』（2009年9月9日）
- ベスト『龍凰珠玉』（2013年12月4日）

## タイアップ
- 相剋：フロムソフトウェア社ゲーム「犬神家の一族」オープニングテーマ
- 慟哭：フロムソフトウェア社ゲーム「犬神家の一族」エンディングテーマ